# Deborah Twiss
Deborah Twiss (Filadelfia, 22 dicembre 1971) è un'attrice e regista statunitense, conosciuta per dei ruoli in Kick-ass, Gravity, Law & Order: Special Victims Unit e White Collar..

## Carriera
Nata a Filadelfia, in Pennsylvania, si trasferisce a 17 anni a New York per studiare. Subito dopo si è impegnata a scrivere e produrre film indipendenti. La sua prima produzione A Gun for Jennifer, è stata proiettata in 27 festival internazionali ed è diventata una pellicola cult europea.
Dopo aver avuto due figli, torna come attrice in alcuni ruoli nelle serie televisive come Law & Order: Special Victims Unit, Law & Order: Criminal Intent, White Collar, Gravity, e in film come In Between.
Nel film Kick-Ass diretto da Mattew Vaughn, ha il ruolo della professoressa Zane. Dopo Kick-Ass, appare nel film Pawn prodotto da Michael Chiklis, in The Midnight Game dell'argentino A.D. Calvo, e in A Cry From Within con Eric Roberts. È apparsa in The Networker con Sean Giovane e William Forsythe.
Sfruttando la sua esperienza con i film indipendenti, sta sviluppando diversi progetti in cui svolge ruoli principali tra cui Just In Time, Parallel Veins, il film horror-Comedy Bloody Ultimatum e il film horror Contract With A Demon. Ha scritto e co-diretto il film del 2014 A Cry from Within, co-diretto con Zach Miller.

## Filmografia
| Anno | Film                             |
| ---- | -------------------------------- |
| 1997 | A Gun for Jennifer               |
| 2002 | Living with the Dead             |
| 2005 | Audrey keiko azuma               |
| 2005 | Molotov Samba                    |
| 2005 | Love Thy Neighbor                |
| 2005 | In Between                       |
| 2009 | The Little Magician              |
| 2010 | Kick-Ass                         |
| 2010 | The Aristofrogs                  |
| 2011 | Choose                           |
| 2011 | Turbine                          |
| 2011 | School of Rock: Zombie Etiquette |
| 2011 | After Fall, Winter               |
| 2012 | One Last Time                    |
| 2012 | Sunburn                          |
| 2013 | The Midnight Game                |
| 2013 | Uncomfortable Silence            |
| 2013 | Pawn                             |
| 2013 | November Lies                    |
| 2014 | A Cry From Within                |
| 2014 | The Last Taxi Driver             |
| 2014 | Act, Naturally                   |
| 2014 | Fifteen For The Angels           |
| 2015 | The Networker                    |
| 2015 | Confidence Game                  |

### Televisione
| Anno | Titolo                            | Ruolo           | Note                                 |
| ---- | --------------------------------- | --------------- | ------------------------------------ |
| 2008 | Law & Order: Criminal Intent      | Dr. Lane        | Ep 7x11 Purgatorio                   |
| 2009 | Fringe                            | ER Nurse        | Ep 1x20 Uno sguardo dall'altra parte |
| 2010 | White Collar                      | Kathy           | Ep 1x13 Il passato ritorna           |
| 2010 | As the World Turns                | Angela          | 1 episodio                           |
| 2010 | Gravity                           | Dr. Joyce Allen | Ep 1x03 Cold Swim Away               |
| 2011 | Law & Order: Special Victims Unit | Pilot           | Ep 12x15 Il miliardario              |